# Héctor Salva
Héctor Salvá González (Montevidéu, 27 de novembro de 1939 - 20 de novembro de 2015) foi um futebolista uruguaio que atuava como meia.

## Carreira
Héctor Salva fez parte do elenco da Seleção Uruguaia na Copa do Mundo de 1966. 